# 秘魯哥倫比亞航空
秘魯哥倫比亞航空（西班牙語：Avianca Perú）是一間位於秘魯利馬的航空公司，主要服務國內與國際航班。基地設於豪爾赫·查韋斯國際機場。為Synergy集團成員之一，並使用TACA的飛機。

## 歷史
航空公司在1999年成立，並在同年7月開始服務。當時是由Daniel Ratti和Ernesto Mahle共同成立，名為TransAm，但之後航空公司改名為TACA秘魯航空，這是由於TACA集團在那時擁有一部分股權。

## 機隊

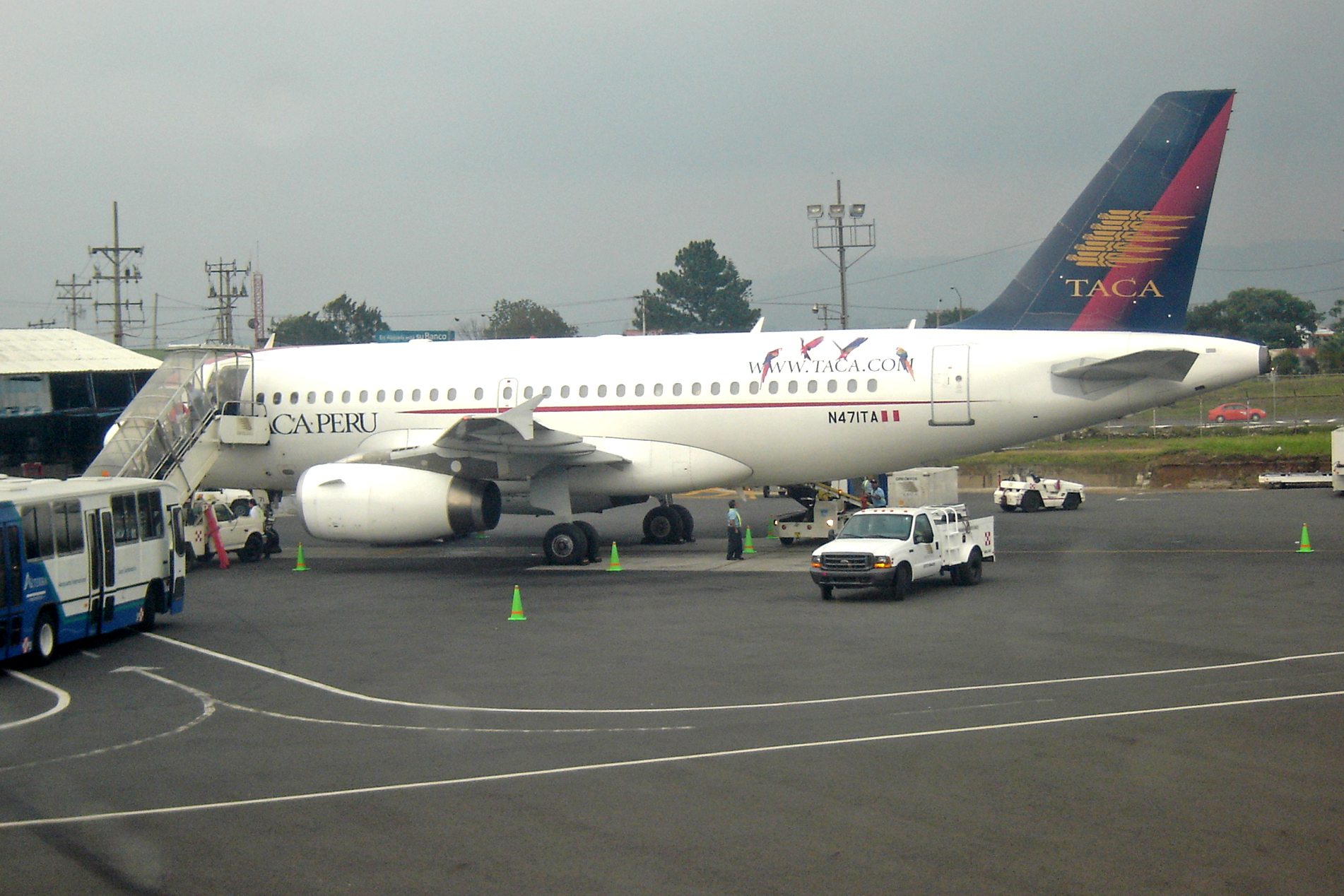
秘魯哥倫比亞航空的一架空中巴士A319-100客機（當時機身還是塗上舊的TACA塗裝）

直至2011年8月31日，秘魯哥倫比亞航空擁有以下飛機：

## 外部連結
- TACA